# Santeau
Santeau là một xã trong tỉnh Loiret, vùng Centre-Val de Loire bắc trung bộ nước Pháp.